# Latvijas kauss 1997
La Coppa di Lettonia 1997 (in lettone Latvijas kauss) è stata la 55ª edizione del torneo a eliminazione diretta. Lo Skonto ha vinto il trofeo per la terza volta.

## Formula
Fu confermata la formula della precedente stagione, con tutti i turni ad eliminazione diretta e tutti giocati in gara unica.

## Partite

### Turno preliminare
Gara giocata il 22 aprile 1997.
| Squadra 1        | Risultato | Squadra 2    |
| ---------------- | --------- | ------------ |
| VBF Siltums Rīga | 1 – 3     | Hoetika Rīga |

### Primo turno
Le gare si sono giocate il 26 e il 27 aprile 1997.
| Squadra 1           | Risultato   | Squadra 2             |
| ------------------- | ----------- | --------------------- |
| Ranto-AVV Rīga      | 2 – 1       | Lizums                |
| Ceriba/Livani       | 1 – 7       | Ventspils             |
| Lignums Rīga        | 3 – 1       | Saldus                |
| Universitāte Rīga-2 | 2 – 5       | Lokomotīve Daugavpils |
| Gauja Valmiera      | -           | Jūrnieks              |
| LSPA Rīga           | 2 – 3 (dts) | Sardzes Pulks Rīga    |
| Ilūkste             | 4 – 0       | Baltika/Metalurgs-2   |
| Cesis               | 0 – 5       | Rēzekne               |
| VAD Rīga            | 3 – 2       | ASK/Flaminko Rīga     |
| Ventspils-2         | 2 – 9       | Baltika/Metalurgs     |
| Tukums              | 1 – 3       | Valmiera              |
| Hoetika Rīga        | 1 – 4       | Ofriss/Juniors Rīga   |

### Ottavi di finale
Le partite si sono giocate il 7 maggio 1997.
| Squadra 1             | Risultato   | Squadra 2         |
| --------------------- | ----------- | ----------------- |
| Ventspils             | 2 – 0       | Ranto/AVV         |
| Lokomotīve Daugavpils | 7 – 1       | Jūrnieks          |
| Sardzes Pulks         | 1 – 7       | LU/Daugava Riga   |
| Rēzekne               | 1 – 0       | Ilūkste           |
| VAD Rīga              | 2 – 4 (dts) | Universitāte Riga |
| Valmiera              | 1 – 2       | Baltika Liepaja   |
| Ofriss/Juniors Rīga   | 0 – 5       | Skonto            |
| Lignums               | 0 – 9       | Dinaburg          |

### Quarti di finale
Le partite si sono giocate il 29 maggio 1997.
| Squadra 1             | Risultato           | Squadra 2         |
| --------------------- | ------------------- | ----------------- |
| Lokomotīve Daugavpils | 0 – 4               | LU/Daugava Riga   |
| Rēzekne               | 0 – 1               | Universitāte Riga |
| Baltika Liepaja       | 0 – 2               | Skonto            |
| Dinaburg              | 0 – 0 (dts 5-4 dcr) | Ventspils         |

### Semifinali
Le partite si sono giocate il 21 maggio 1997.
| Squadra 1         | Risultato | Squadra 2 |
| ----------------- | --------- | --------- |
| Universitāte Riga | 0 – 5     | Skonto    |
| LU/Daugava Riga   | 1 – 4     | Dinaburg  |

### Finale
| Arbitro: | Romāns Lajuks (Riga) |

|                         |           |               |
| Miholaps 53’ Pahars 53’ | Marcatori | 41’ Burlakovs |